# 宇野澤組鐵工所
株式会社宇野澤組鐵工所（うのざわぐみてっこうしょ 英: Unozawa-gumi Iron Works,Limited）は、東京都大田区下丸子に本社のある真空ポンプメーカー。

## 沿革
- 1899年8月 - 創業。
- 1933年12月 - 株式会社宇野澤組鐵工所設立。
- 1962年11月 - 東京証券取引所2部上場。
- 2024年9月 - 名古屋証券取引所メイン市場に上場。